# Hrabstwo Morgan (Alabama)

Piramida wieku hrabstwa

Morgan – hrabstwo w stanie Alabama w USA. Populacja liczy 119 490 mieszkańców (stan według spisu z 2010 roku). Stolicą hrabstwa jest Decatur.
Powierzchnia hrabstwa to 1552 km² (w tym 44 km² stanowią wody). Gęstość zaludnienia wynosi 79 osób/km². 

## Miejscowości
- Eva
- Decatur
- Hartselle
- Priceville
- Trinity
- Falkville
- Somerville